# Amina Aït Hammou
Amina Aït Hammou (tiếng Ả Rập: أمينة أيت حمو; sinh ngày 18 tháng 7 năm 1978 tại Kenitra) là một vận động viên người Ma-rốc chuyên về 800 mét. Thời gian tốt nhất cá nhân của cô ấy là 1: 57,82   phút, đạt được vào tháng 7 năm 2003 tại Rome.
Cô đã nhận được lệnh cấm thi đấu kéo dài một năm vào năm 2008 sau khi bỏ lỡ ba bài kiểm tra.

## Thành tích
| Năm                | Giải đấu              | Địa điểm            | Thứ hạng           | Nội dung           | Chú thích          |
| Representing Maroc | Representing Maroc    | Representing Maroc  | Representing Maroc | Representing Maroc | Representing Maroc |
| ------------------ | --------------------- | ------------------- | ------------------ | ------------------ | ------------------ |
| 2001               | Mediterranean Games   | Radès, Tunisia      | 4th                | 800 m              |                    |
| 2002               | African Championships | Radès, Tunisia      | 3rd                | 800 m              |                    |
| 2003               | World Championships   | Paris, France       | 4th                | 800 m              |                    |
| 2003               | World Athletics Final | Monte Carlo, Monaco | 3rd                | 800 m              |                    |
| 2004               | World Athletics Final | Monte Carlo, Monaco | 3rd                | 800 m              |                    |
| 2007               | Pan Arab Games        | Cairo, Ai Cập       | 2nd                | 800 m              | 2:08.85            |
| 2007               | Pan Arab Games        | Cairo, Ai Cập       | 2nd                | 4 × 400 m relay    | 3:44.85            |